# Jarrell Miller
Jarrell King Miller (Brooklyn, New York, 15 de julio de 1988) es un boxeador estadounidense. Primero saltó a la fama en 2007 cuando compitió por los Tigres de Nueva Jersey en la World Combat League y llegó a la final del torneo New York Golden Gloves ese mismo año. Invicto en el boxeo (23 victorias, 1 empate), sus únicas dos derrotas en kickboxing (21 victorias, 2 derrotas) vinieron contra el campeón mundial en kickboxing y artes marciales mixtas, Mirko Filipovic. Actualmente Miller está clasificado como el octavo mejor peso pesado del mundo por Boxrec y el noveno mejor por la revista The Ring.

## Biografía
Miller nació y se crio en Brooklyn, Nueva York, y es de origen caribeño y latinoamericano. Empezó a practicar Muay Thai a la edad de 14 años, como una forma de defenderse después de ser atacado en la calle. Comenzó el boxeo a la edad de 16 años. Miller ha destacado algunos de sus primeros ídolos del boxeo, incluidos Mike Tyson y Riddick Bowe. Actualmente está SUSPENDIDO POR DOPING, se le negó una licencia de boxeo a principios de esta semana en Nueva York ( mayo 2029 ) por una pelea por el título mundial debido a una prueba positiva de una sustancia prohibida, falló una segunda y tercera pruebas para dos sustancias diferentes, fuentes con el conocimiento de los resultados de la prueba le dijeron a ESPN el viernes.

## Carrera amateur
Como boxeador aficionado, Miller llegó a la final del torneo de peso pesado New York Golden Gloves 2007 en el Madison Square Garden en Nueva York, donde perdió contra Tor Hamer en puntos (4-1). Miller tuvo una carrera amateur limitada debido a que se vio obligado a convertirse en profesional ya que también era un kickboxer profesional.

## Récord profesional
| 26 ganadas (22 KO), 1 derrota, 2 empates |          |                          |     |               |                         |                                                        |                                                                        |
| Res.                                     | Oponente | Tipo                     | Rd. | Tiempo        | Fecha                   | Localidad                                              | Notas                                                                  |
| Empate                                   | 26–1–2   | Andy Ruiz Jr.            | MD  | 12            | 3 de agosto de 2024     | BMO Stadium, Los Ángeles, California                   |                                                                        |
| D                                        | 26–1–1   | Daniel Dubois            | TKO | 10 (10), 2:52 | 23 de diciembre de 2023 | Kingdom Arena, Riyadh, Arabia Saudita                  |                                                                        |
| G                                        | 26–0–1   | Lucas Browne             | TKO | 6 (10), 2:33  | 18 de marzo de 2023     | Agenda Arena, Dubái                                    |                                                                        |
| G                                        | 25–0–1   | Derek Cardenas           | TKO | 4 (10), 2:33  | 23 de julio de 2022     | Embassy Suites Nashville SE, Murfreesboro              |                                                                        |
| G                                        | 24–0–1   | Ariel Esteban Bracamonte | UD  | 10            | 23 de junio de 2022     | Casino Buenos Aires, Buenos Aires, Argentina           |                                                                        |
| G                                        | 23–0–1   | Bogdan Dinu              | TKO | 4 (12), 2:45  | 2018-11-17              | Boardwalk Hall, Atlantic City, Nueva Jersey            | Gana el título interino WBA-NABA y el vacante WBO NABO del peso pesado |
| G                                        | 22–0–1   | Tomasz Adamek            | KO  | 2 (12), 0:51  | 2018-10-06              | Wintrust Arena, Chicago, Illinois                      |                                                                        |
| G                                        | 21–0–1   | Johann Duhaupas          | UD  | 12            | 2018-04-28              | Barclays Center, New York City, New York               |                                                                        |
| G                                        | 20–0–1   | Mariusz Wach             | TKO | 9 (12), 1:02  | 2017-11-11              | Nassau Coliseum, Uniondale, New York                   |                                                                        |
| G                                        | 19–0–1   | Gerald Washington        | RTD | 8 (10), 3:00  | 2017-07-29              | Barclays Center, New York City, New York               |                                                                        |
| G                                        | 18–0–1   | Fred Kassi               | RTD | 3 (10), 3:00  | 2016-08-19              | Rhinos Stadium, Rochester, New York                    | Retiene el título WBO NABO pesado                                      |
| G                                        | 17–0–1   | Nick Guivas              | TKO | 2 (10), 1:26  | 2016-05-27              | Seneca Niagara Resort Casino, Niagara Fall, New York   | Gana el título WBO NABO pesado                                         |
| G                                        | 16–0–1   | Donovan Dennis           | TKO | 7 (10), 2:31  | 2016-01-22              | Grand Casino, Tucson, Arizona                          | Gana el título interino WBA-NABA pesado                                |
| G                                        | 15–0–1   | Akhror Muralimov         | TKO | 3 (8), 1:03   | 2015-10-23              | Celebrity Theatre, Phoenix, Arizona                    |                                                                        |
| G                                        | 14–0–1   | Excell Holmes            | TKO | 1 (6), 2:44   | 2015-06-26              | Seneca Niagara Casino & Hotel, Niagara Falls, New York |                                                                        |
| G                                        | 13–0–1   | Damon McCreary           | TKO | 2 (8), 1:08   | 2015-06-04              | Paramount Theatre, New York City, New York             |                                                                        |
| G                                        | 12–0–1   | Raymond Ochieng          | TKO | 1 (6), 1:40   | 2015-04-17              | Grand Casino, Hinckley, Minnesota                      |                                                                        |
| G                                        | 11–0–1   | Aaron Kinch              | UD  | 6             | 2015-01-09              | Chumash Casino, Santa Ynez, California                 |                                                                        |
| G                                        | 10–0–1   | Rodricka Ray             | UD  | 6             | 2014-11-13              | The Space at Westbury, New York City, New York         |                                                                        |
| G                                        | 9–0–1    | Joshua Harris            | TKO | 2 (6), 1:53   | 2014-05-15              | Millennium Theater, New York City, New York            |                                                                        |
| G                                        | 8–0–1    | Jon Hill                 | TKO | 3 (6), 2:38   | 2014-01-31              | Harrah's Philadelphia, Chester, Pennsylvania           |                                                                        |
| G                                        | 7–0–1    | Sylvester Barron         | TKO | 2 (6), 2:20   | 2013-12-18              | Webster Hall, New York City, New York                  |                                                                        |
| G                                        | 6–0–1    | Willie Chisolm           | TKO | 2 (6), 0:52   | 2013-11-07              | Martin's Valley Mansion, Cockeysville, Maryland        |                                                                        |
| G                                        | 5–0–1    | Tobias Rice              | RTD | 2 (4), 3:00   | 2013-09-25              | Five Starr Banquet, New York City, New York            |                                                                        |
| Empate                                   | 4–0–1    | Joey Dawejko             | PTS | 4             | 2013-01-19              | Mohegan Sun Casino, Uncasville, Connecticut            |                                                                        |
| G                                        | 4–0      | Tyrone Gibson            | TKO | 2 (4), 1:25   | 2012-12-19              | Roseland Ballroom, New York City, New York             |                                                                        |
| G                                        | 3–0      | Donnie Crawford          | TKO | 1 (4), 2:38   | 2012-04-21              | Cordon Bleu, New York City, New York                   |                                                                        |
| G                                        | 2–0      | Isaac Villanueva         | TKO | 3 (4), 1:53   | 2011-05-19              | Roseland Ballroom, New York City, New York             |                                                                        |
| G                                        | 1–0      | Darius Whitson           | TKO | 1 (4), 3:00   | 2009-07-18              | Plattduetsche Park Restaurant, New York City, New York | Debut profesional                                                      |